# Metro v Santiagu

Mapa metra

Metro v Santiagu (Metro de Santiago) je síť metra v chilském hlavním městě Santiagu de Chile. K roku 2019 má 136 stanic na zhruba 140 kilometrech tratí. Na sedmi linkách (1, 2, 3, 4, 4A, 5 a 6) je provozováno 229 souprav (výrobci Alstom, Concarril-Bombardier a CAF). Metro v Santiagu je největší sítí metra v Jižní Americe a druhou největší v Latinské Americe – po metru v Ciudad de México. Je také sedmé největší na světě v počtu přepravených cestujících.
Jedná se o státní společnost, kterou provozuje společnost Metro S.A. První linka byla otevřena Augustem Pinochetem dne 15. září 1975. Je to jeden ze tří podzemních systémů v zemi, další jsou Merval (Valparaíso) a Biotrén (Concepción).
Metro v Santiagu je považováno za kulturní atrakci. V některých stanicích se nacházejí umělecká díla, nástěnné malby a mozaiky od renomovaných chilských umělců a stanice jsou postavené v různých architektonických stylech.
Od roku 2007 je metro začleněno do dopravní sítě Transantiago.
V říjnu 2019 proběhly demonstrace proti plánovanému zdražení jízdného. Demonstranti poničili množství stanic a zapálili i několik souprav metra, navazující násilnosti si vyžádaly i několik obětí na životech.

## Fotogalerie

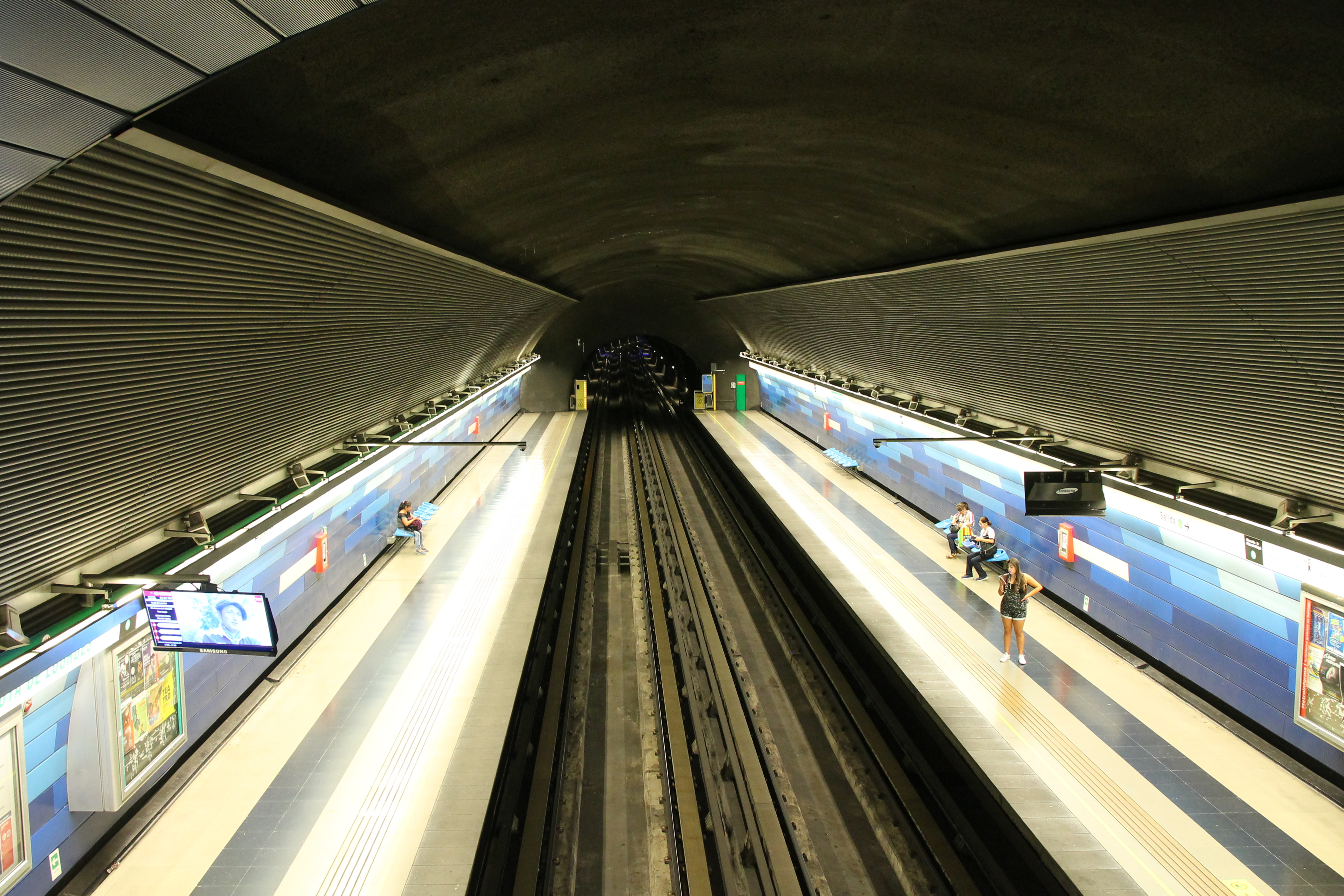
Stanice Gruta de Lourdes na lince 5
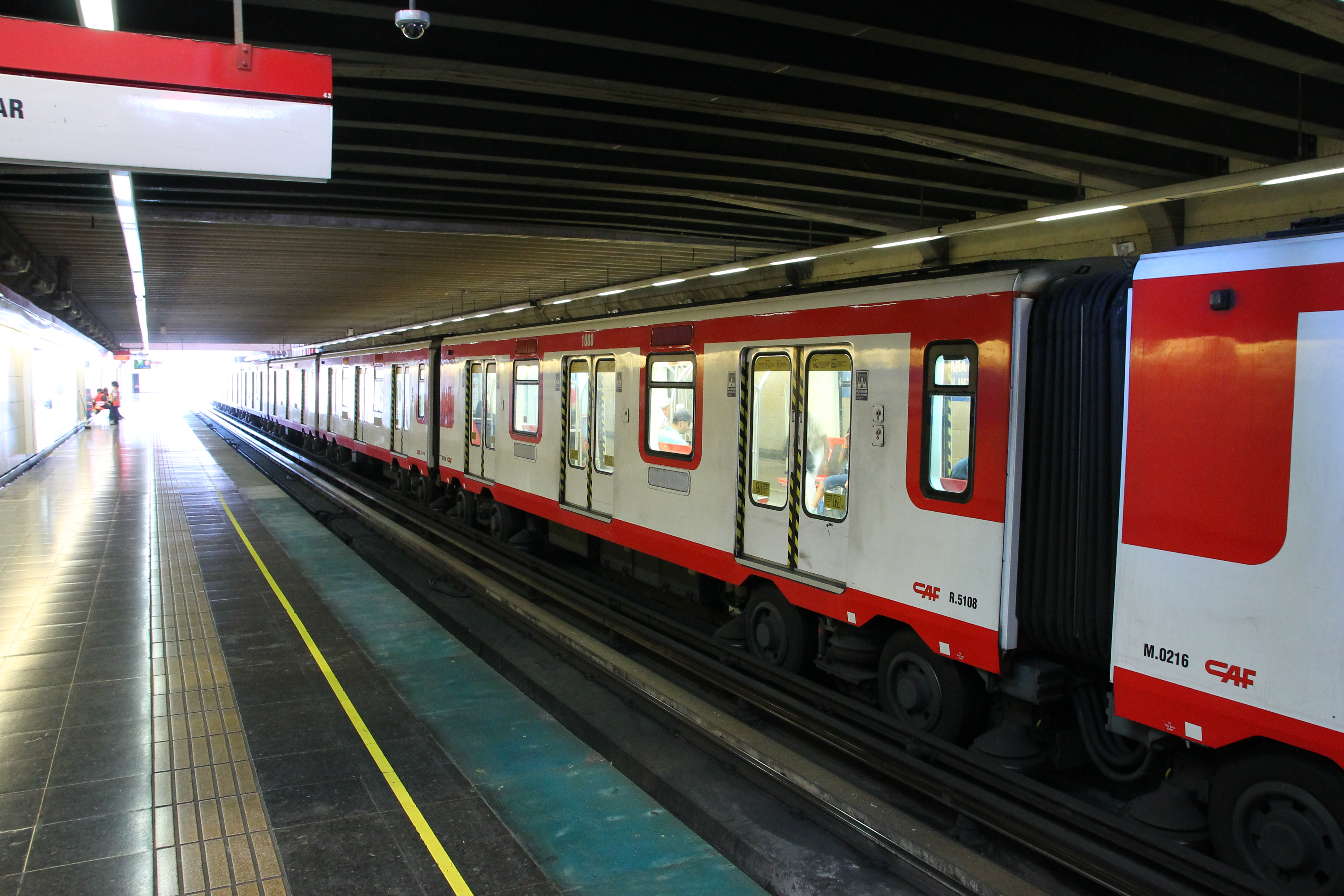
Souprava CAF ve stanici Pajaritos na lince 1